# Mein 40-jähriges Ich
Mein 40-jähriges Ich (Originaltitel The 40-Year-Old Version) ist eine Filmkomödie von Radha Blank, die im Januar 2020 beim Sundance Film Festival ihre Premiere feierte und am 9. Oktober 2020 in das Programm von Netflix aufgenommen wurde.

## Handlung
Radha, eine einst vielversprechende Dramatikerin, die nunmehr von der Theaterwelt abgelehnt wird und sich für ihre Karriere abmühen muss, erkennt im Alter von 40 Jahren einen Makel an sich, denn sie ist Single. Als sie eine Gruppe von Teenagern unterrichtet, erlebt sie eine kreative Wiederbelebung. Sie entdeckt ihre längst vergessene Leidenschaft für das Rappen wieder.

## Produktion
Es handelt sich bei The 40-Year-Old Version um das Regiedebüt von Radha Blank bei einem Spielfilm, die auch das Drehbuch schrieb. Für die Vorbereitung des Drehbuchs wurde Blank für das Sundance Institute Directors and Screenwriters Lab 2017 ausgewählt.
Die Dreharbeiten fanden in New York City statt. Kameramann Eric Branco drehte den Film komplett in Schwarz-Weiß.
Die erste Vorstellung des Films erfolgte am 25. Januar 2020 beim Sundance Film Festival. Am 9. Oktober 2020 wurde der Film in das Programm von Netflix aufgenommen, so auch in Deutschland.

## Rezeption

### Altersfreigabe und Kritiken
In den USA erhielt der Film von der MPAA ein R-Rating, was einer Freigabe ab 17 Jahren entspricht, und wird in Deutschland von Netflix ab 16 Jahren empfohlen.
Der Film konnte bislang 99 Prozent der Kritiker bei Rotten Tomatoes überzeugen und erreichte hierbei eine durchschnittliche Bewertung von 8,1 der möglichen 10 Punkte, womit er aus den 21. Annual Golden Tomato Awards als Sieger in der Kategorie Comedies der Filme des Jahres 2020 hervorging. Bei Metacritic erhielt der Film einen Metascore von 80 von 100 möglichen Punkten. Aus dem IndieWire Critics Poll 2020 ging The 40-Year-Old Version als Drittplatzierter unter den besten Erstlingsfilmen des Jahres hervor.

### Auszeichnungen
Alliance of Women Film Journalists Awards 2020
- Auszeichnung als Beste Drehbuchautorin (Radha Blank)
- Nominierung in der Kategorie Woman’s Breakthrough Performance (Radha Blank)[12][13]

Artios Awards 2021
- Auszeichnung in der Kategorie Independent-Film – Komödie[14]

Black Reel Awards 2021
- Auszeichnung als Bester Independentfilm (Radha Blank)
- Auszeichnung für das Beste Drehbuch (Radha Blank)
- Auszeichnung für das Beste Debüt-Drehbuch (Radha Blank)
- Nominierung für die Beste Regie (Radha Blank)
- Nominierung für die Beste Nachwuchsregie (Radha Blank)
- Nominierung für die Beste Filmmusik (Guy C. Routte)
- Nominierung als Beste Nachwuchsdarstellerin (Radha Blank)
- Nominierung als Bester Song (Poverty Porn)[15][16]

British Academy Film Awards 2021
- Nominierung als Beste Hauptdarstellerin (Radha Blank)[17]

Critics’ Choice Movie Awards 2021
- Nominierung als Beste Komödie

Directors Guild of America Awards 2021
- Nominierung für das Beste Regiedebüt (Radha Blank)[18]

Florida Film Critics Circle Awards 2020
- Nominierung als Bester Debütfilm[19]

Golden Reel Awards 2021
- Nominierung für den Besten Tonschnitt in einem Musical[20]

Gotham Awards 2021
- Nominierung für die Beste Nachwuchsregie (Radha Blank)
- Auszeichnung für das Beste Drehbuch (Radha Blank)[21][22]

Independent Spirit Awards 2021
- Nominierung als Bester Debütfilm[23]

Los Angeles Film Critics Association Awards 2020
- Auszeichnung in der Kategorie New Generation (Radha Blank)[24]

NAACP Image Awards 2021
- Auszeichnung für das Beste Drehbuch (Radha Blank)
- Nominierung für die Beste Regie (Radha Blank)
- Nominierung als Bester Breakthrough Creative (Radha Blank)[25][26]

National Board of Review Awards 2021
- Auszeichnung mit dem Spotlight-Preis
- Aufnahme in die Top 10[27]

New York Film Critics Circle Awards 2020
- Auszeichnung als Bester Debütfilm[28]

Online Film Critics Society Awards 2021
- Nominierung als Bester Debütfilm (Radha Blank)[29]

Palm Springs International Film Festival 2020
- Auszeichnung als Director to Watch (Radha Blank)

Satellite Awards 2020
- Auszeichnung als Bester Film – Komödie oder Musical

Sundance Film Festival 2020
- Nominierung für den Grand Jury Prize Dramatic (Radha Blank)
- Auszeichnung mit dem Directing Award im U.S. Dramatic Competition

Sunset Circle Awards 2020
- Nominierung als Director to Watch (Radha Blank)[30]

Toronto Film Critics Association Awards 2021
- Auszeichnung als Bester Debütfilm[31]

## Synchronisation
Die deutsche Synchronisation entstand nach einem Dialogbuch von Thomas Rock und der Dialogregie von Engelbert von Nordhausen im Auftrag der SDI Media Germany GmbH, Berlin.
| Darsteller             | Synchronsprecher       | Rolle         |
| ---------------------- | ---------------------- | ------------- |
| Peter Kim              | Christopher Groß       | Archie        |
| Ashlee Brian           | Amadeus Strobl         | Avery         |
| Oswin Benjamin         | Tobias Schmidt         | D             |
| Imani Lewis            | Marie Hinze            | Elaine        |
| Andre Ward             | Robert Glatzeder       | Forrest       |
| Frank DiLella          | Armin Schlagwein       | Frank DiLella |
| Meghan O’Neill         | Diana Borgwardt        | Jaime         |
| Reed Birney            | Bernd Vollbrecht       | Josh Whitman  |
| Welker White           | Bettina von Nordhausen | Julie         |
| T.J. Atoms             | Julien Haggège         | Kamal         |
| Jacob Ming-Trent       | Marco Kröger           | Lamont        |
| William Oliver Watkins | Paul Matzke            | Marcus        |
| Radha Blank            | Dela Dabulamanzi       | Radha         |
| Ravi Blank             | Fabian Oscar Wien      | Ravi          |
| Haskiri Velazquez      | Christina Wöllner      | Rosa          |
| Jackie Adam            | Philine Peters-Arnolds | Snazzy        |
| Stacey Sargeant        | Katharina Spiering     | Stacey        |
| Antonio Ortiz          | Nick Forsberg          | Waldo         |